# Ackerwand

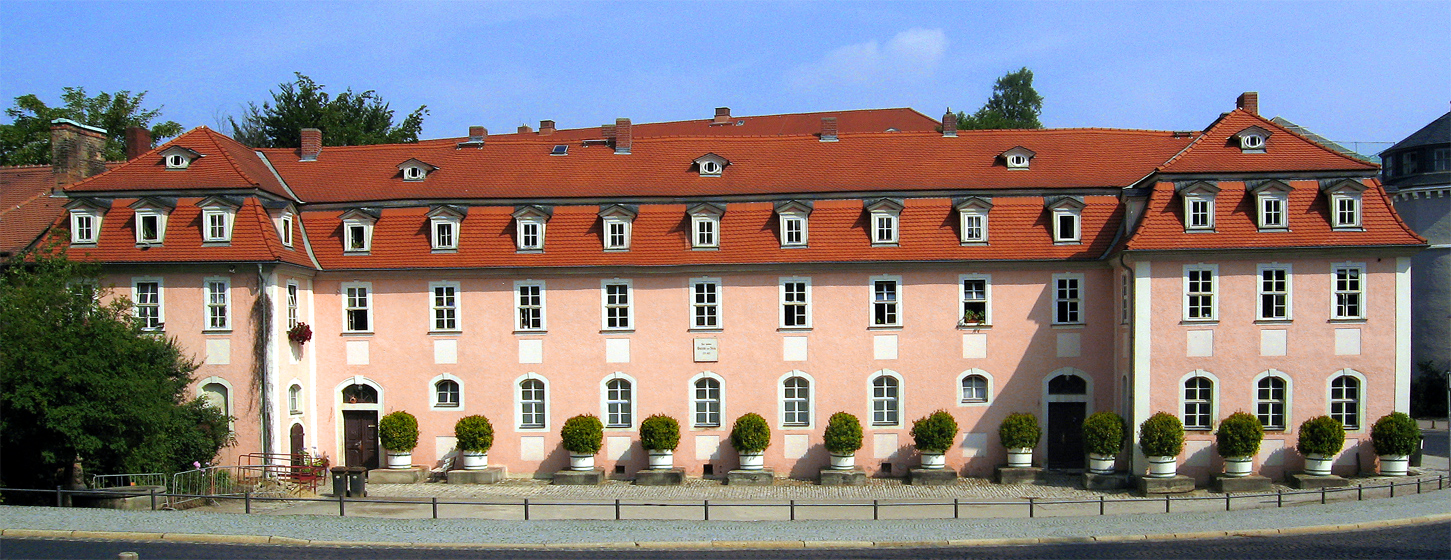
Das Haus der Frau von Stein, Ackerwand 25–27 in Weimar

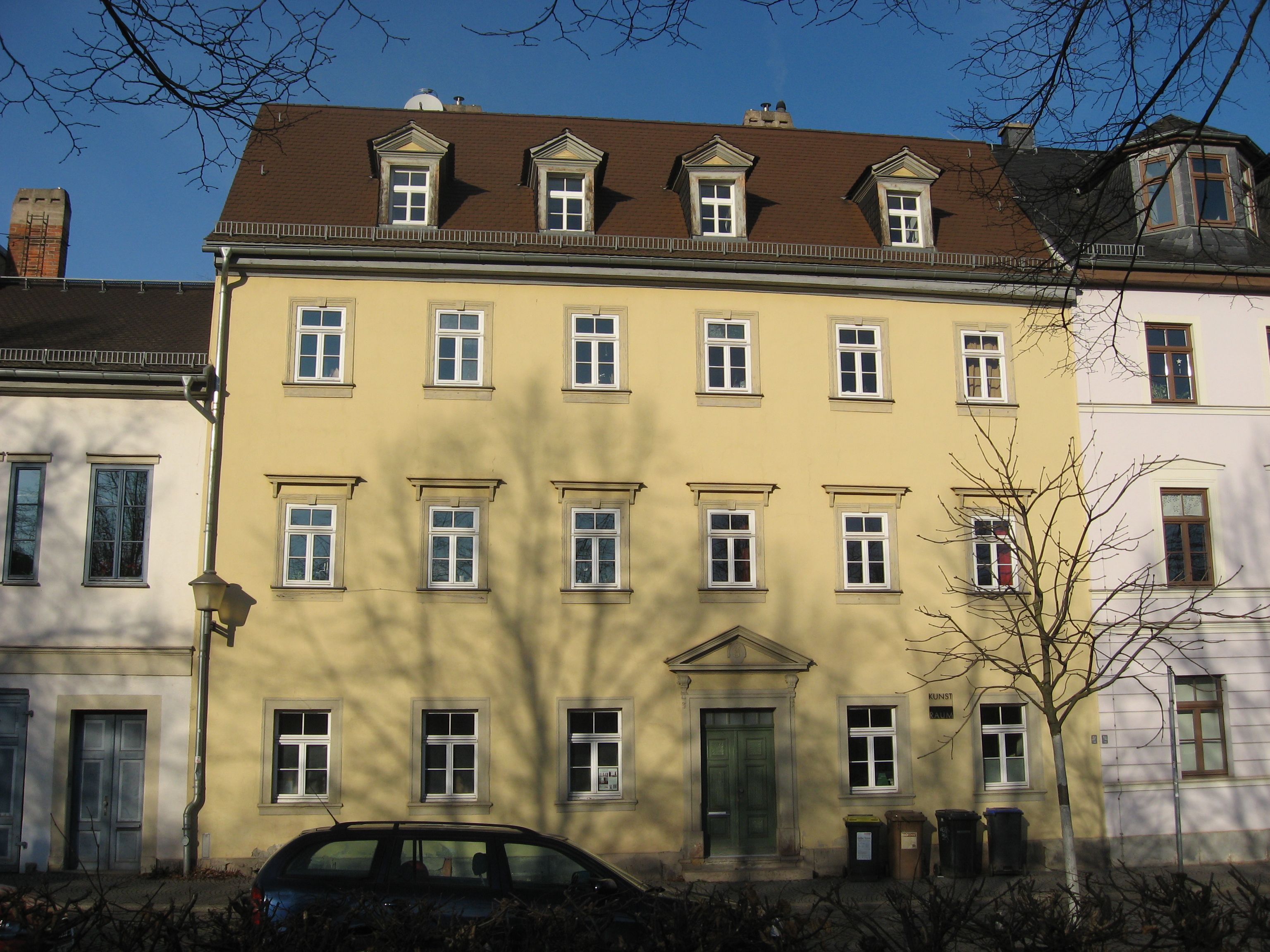
Wohnhaus von François Le Goullon

Die Ackerwand ist in der Weimarer Altstadt ein Straßenzug, der vom Wielandplatz, benannt nach dem Dichter Christoph Martin Wieland, am Torhaus am Frauenplan bzw. am Garten von Goethes Wohnhaus vorbei bis hinunter an das Haus der Frau von Stein mit dem davor befindlichen Brunnen führt. Es ist die südliche Bebauungsgrenze der einstigen Frauenvorstadt. Ihr gegenüber beginnt der Park an der Ilm.

## Geschichte
Bevor der Park zu dem wurde, befanden sich hier Äcker, Lust- und Nutzgärten, wovon dieser Straßenzug seinen Namen hat, aus denen schließlich der genannte Park an der Ilm wurde. Einer der Gärten war der sog. Welsche Garten. Er stieß an die ehemalige Stadtbefestigung, wovon der dem Haus der Frau von Stein gegenüber befindliche Stadtturm, der zur Herzogin-Anna-Amalia-Bibliothek gehört, ein Überbleibsel ist. Außerdem führt die Seifengasse vom Frauenplan, wo sich Goethes Wohnhaus befindet, zum Haus der Frau von Stein an der Ackerwand.
Der Bereich der Altstadt insgesamt und damit die Ackerwand steht auf der Liste der Kulturdenkmale in Weimar (Sachgesamtheiten und Ensembles). In dieser um 1800 angelegten Straße sind mehrere Gebäude außer dem genannten Haus der Frau von Stein beziehungsweise dem Torhaus am Frauenplan/Ecke Ackerwand hervorzuheben: Nr. 9 das Haus des herzoglichen Mundkochs Le Goullon; die Doppelhäuser Nr. 15/17 von dem Baumeister Carl Ludwig Eduard Graf (1797–1853) von 1845/47 als typische Beispiele des spätklassizistischen Wohnungsbaus in Weimar. Eine Zuschreibung weist für den Entwurf des Hauses Ackerwand 15/17 Carl Georg Kirchner aus. Wahrscheinlicher ist hierfür aber Clemens Wenzeslaus Coudray. Für die Anlage der Straße, besser gesagt für die Bebauung des Areals mit Wohnhäusern, hatte Goethe selbst 1798 die Anregung gegeben, indem er sie Carl August empfahl. Das Haus des Mundkochs Le Goullon ist das älteste der Straße, errichtet 1803 auf dem ursprünglich zur Seifengasse gehörigen Grundstück. Goethes Wunsch nach Bebauung der Ackerwand ging zögerlich in Erfüllung, da nicht viele wohlhabende Bürger in Weimar vorhanden waren, die das erforderliche Kapital besessen hätten. Auch 14 Jahre nach Errichtung des Hauses von Le Goullon war die Ackerwand noch ein unbefestigter Weg. Dieser erhielt 1817 seine Pflasterung. Haus Ackerwand 13 ist ein Kindergarten, dessen Bau in die Zeit des Historismus gehört. Bemerkenswert ist auch das klassizistische Haus Ackerwand 23, das zusammen mit dem Haus der Frau von Stein gewissermaßen einen Vorplatz bildet.

## Sonstiges
Hinweis: Es gibt u. a. auch in Apolda eine Straße, die Ackerwand heißt. Diese hat aber gewiss nicht eine vergleichbare kulturgeschichtliche Bedeutung wie diese in Weimar.